# 또 다른 길
또 다른 길(Egymasra Nezve, Another Way)은 헝가리에서 제작된 야노스 크산투스, 카롤리 마크 감독의 1982년 영화이다. 야드비가 얀코프스카-키에슬라크 등이 주연으로 출연하였다.

## 출연

### 주연
- 야드비가 얀코프스카-키에슬라크
- 그라지나 자폴로스카

### 조연
- 피터 안도레이
- 졸턴 벤코지
- 에바 이고
- 조제프 크로너
- 가버 레빅즈키
- 미클로 제케리 B.
- 데니스 울라키